# Акчеєвське сільське поселення
Акче́євське сільське поселення (рос. Акчеевское сельское поселение) — муніципальне утворення у складі Єльниківського району Мордовії, Росія. Адміністративний центр — село Акчеєво.

## Населення
Населення — 394 особи (2019, 558 у 2010, 619 у 2002).

## Склад
До складу поселення входять такі населені пункти:
| Населений пункт   | Населення, осіб (2002) | Населення, осіб (2010) |
| ----------------- | ---------------------- | ---------------------- |
| Акчеєво, село     | 288                    | 281                    |
| Кабаново, село    | 123                    | 99                     |
| Ликиньє, присілок | 61                     | 54                     |
| Чурино, село      | 147                    | 124                    |